# Imbituva
Imbituva é um município brasileiro do estado do Paraná. Está localizado na região centro sul, há 900 metros acima do nível do mar e sua população estimada em 2013 segundo o IBGE é de 30.359 habitantes.

## Toponímia
Imbituva é vocábulo indígena que significa cipoal, "lugar de muito imbé". Da língua tupi imbé: espécie de cipó da família das aráceas pertencentes ao gênero Philodendron; e tyba: grande quantidade, abundância.

## História
Em 1809, uma expedição rumo aos Campos de Guarapuava penetra no território onde, hoje, encontra-se o município de Imbituva. Na época de sua fundação, em 1871, o local era chamada de "Arraial do Cupim", devido à conformação geológica de um destes pousos de tropeiros.
Às margens do histórico caminho de Viamão, repleto de tropeiros e marchantes, foram aparecendo, desde o Rio Grande do Sul até São Paulo, os pontos de “pouso”, os marcos, origem das cidades dos Campos Gerais. Desde então “Cupim” passou a ter destaque entre os “pousos” preferidos pelos tropeiros. Em 1871, o bandeirante, Antonio Lourenço, natural de Faxina, então capitania de São Paulo, abandonando o comércio de tropas, atraiu companheiros e fixou-se em Cupim com alguns companheiros, iniciando a construção da Vila. É considerado o fundador de Imbituva.
Os primeiros povoadores eram procedentes da então Capitania de São Paulo, aos quais juntaram-se outros, todos da mesma procedência. A nova povoação não tardou a receber a influência de colonos alemães, poloneses e russos, que deram notável contribuição ao seu desenvolvimento. Os colonos alemães fixaram residência na direção da estrada que mais tarde ligaria Imbituva a Guarapuava. Também os italianos, em 189, adquiriram terras em Cupim e iniciaram a fundação de uma colônia. A freguesia foi criada em 1876, com sede no lugar denominado Campo do Cupim. Em 1881, foi elevada à categoria de vila, com denominação de Santo Antônio do Imbituva, vinculada ao Município de Ponta Grossa. Recebeu foros de cidade em 1910, passando a denominar-se apenas Imbituva, em 1929. O topônimo surgiu em virtude da existência de um rio com igual nome, junto à cidade. Aos habitantes do município dá-se o nome de imbituvenses.

## Economia
Imbituva é conhecida como um polo industrial têxtil no segmento de malhas, o que a faz conhecida como "Cidade das Malhas", com destaque para as peças em tricô, apresentando uma infinidade de modelos de peças de vestuário nas diversas malharias que compõem a Associação das Malharias de Imbituva. Um fator industrial que vem se destacando também em Imbituva, é o de calçados de segurança com bastante destaque dentro e fora do país, atualmente com 2 empresas nesse setor, empregando aproximadamente 1500 pessoas com emprego direto, ou indireto.
Imbituva, conta hoje com aproximadamente 50 indústrias do ramo têxtil. As malharias surgiram há mais de 25 anos e cada vez mais estão ganhando espaço não só no Paraná, como também em outros estados. Elas geram atualmente mais de 500 empregos diretos e indiretos, envolvendo muitas vezes famílias inteiras. As indústrias estão em aperfeiçoamento contínuo, investindo em aquisição de equipamentos modernos para o setor têxtil, além de contar com profissionais de alta qualidade e vasta experiência no ramo.
Existem micros, pequenas e grandes empresas que chegam a trabalhar com suas máquinas 24 horas por dia, para atender seus pedidos. A cidade de Imbituva compete em igualdade com as maiores potências no ramo têxtil.
O turismo, baseado no comércio de seus produtos de malha também tem atraído um grande afluxo de pessoas de cidades paranaenses como Curitiba, Ponta Grossa, Guarapuava, Toledo, Cascavel e Foz do Iguaçu, incluindo também turistas de estados vizinhos, como Santa Catarina e São Paulo. Especial destaque para a Femai, Feira de Malhas de Imbituva, realizada pela Associação de Malharias de Imbituva, sempre no mês de abril, que chega a receber cerca de 40 mil pessoas. A feira é realizada a quase 30 anos.
Desde 2005 Imbituva passou a ser um Arranjo Produtivo Local (APL) no setor têxtil, com reconhecimento e apoio do Governo do Estado. Existem planos para a instalação na cidade de uma escola técnica com a oferta de cursos na área da manufatura têxtil. Já conta com um centro comercial para reunir os produtos das malharias da cidade.
Além da industrialização e comércio de produtos têxteis a economia do município de Imbituva é baseada na indústria madeireira, com destaque para o beneficiamento de madeiras e fabricação de móveis e utensílios deste material, segmento que gera mais de 20% do total de empregos entre a população economicamente ativa no município.
No entanto é a agropecuária que responde ainda pela maior fatia do PIB do município, com destaque entre os produtos agrícolas para as lavouras de soja, milho, feijão, fumo e trigo. Destacam-se também os rebanhos suíno (corte) e bovino (gado de corte e leiteiro), os galináceos (em especial para produção de ovos) e a produção de mel de abelha.
Destaque ainda para a produção de argila, produto da extração mineral empreendida por cerca de 14 estabelecimentos do município, especialmente dedicados à produção de cerâmica vermelha, como tijolos e telhas para a construção civil.

## Cultura
Imbituva é uma cidade formada por uma mescla de diversas etnias e tradições, que podem ser sintetizada na seguinte tripartite: europeus, africanos e indígenas. Dentre os europeus, como salienta Cleusi Bobato, consta-se que no final do século XIX "Imbituva recebeu dois grupos imigratórios em seu território: alemães e italiano". Embora em menor número, também vieram para a região eslavos (poloneses, ucranianos, russos e neerlandeses). Destes grupos, sobreviveu aspectos culturais relacionados a culinária, tal como o consumo de polenta, o nhoque e vinho. Também é evidente os traços de religiosidade europeia, sobretudo de influência protestante, visto a predominância da religião luterana e suas derivadas na localidade.
Todavia, a região anteriormente já era ocupada pelos indígenas, com ênfase sobre os Kaingangues, os quais foram responsáveis por ensinar os primeiros imigrantes europeus no trabalho agrícola. Conforme esclarece Cleusi Bobato: "O primeiro desafio para esses imigrantes da Colônia Bella Vista consistia em aprender a lidar com a mata, como derrubá-la e como livrar-se dos troncos e galhos, para tornar o chão arável. Neste contexto, tiveram que aprender com os índios [...] Aprenderam a limpar o mato com foice [...] também o método indígena da coivara". Deste grupo, sobreviveram algumas práticas religiosas que foram assimiladas pelas benzedeiras, em particular, e de modo geral pela população que absorveu o conhecimento e o trato sobre ervas medicinais, mantendo suas hortas de remédios, que são comuns em todas as casas, mesmo na região urbana. Ainda, deste grupo foram absorvidas palavras, tal como se observa no próprio nome da cidade.
Além disso, deve-se considerar que muito antes, a obra escrava tinha chegado a região, o que explica a presença negra na cidade até os dias atuais. Não se trata, portanto, de uma imigração tardia. Da junção entre tradições negras e indígena, desdobrou-se nos faxinais, os quais foram assimilados pelos imigrantes europeus. A cultura africana também foi assimilada na linguagem, na religiosidade, na culinária e na cultura de modo geral.
Atualmente, pode-se considerar que a cidade de Imbituva é formada por uma cultura bastante plural, das quais se destacam os ativos movimentos musicais e culturais, tais como: o rock, o rap e a música caipira, os quais produzem uma musicalidade bastante peculiar da região. Em relação a cultura, desde meados da década de noventa, tem-se destacado na região a prática da capoeira. Esta arte marcial tem reunido em seu entorno praticantes e simpatizantes, os quais vivenciam a capoeira como um estilo de vida. Neste sentido, Jeferson Machado explica que: "desde a década de 1990, a capoeira passou, para além de uma prática esportiva, a alterar  o  cenário  cultural  da  cidade,  ocupando  espaços  como  praças,  escolas  e  as  ruas  dos bairros. A capoeira era -em alguns bairros -como, por exemplo, a Vila Zezo, mais visível que o próprio futebol. Era comum poder observar crianças e adolescentes praticando movimentos de  agilidades  nas  ruas,  praças  e  escolas". Estas gerações, ainda formado por crianças e jovens, serão essenciais para a ampliação da prática nas décadas seguintes.
A capoeira - atualmente mantida pelos professores  Josni Nogosek  Ferreira  dos Santos e Anderson Andrade, ambos do Grupo Guerreiro dos Palmares - possui uma longa linhagem em Imbituva e um estilo bastante próprio. Conforme a tradição, a capoeira chegou na cidade pela década de 1990 e foi gradualmente sendo assimilada pela população local. Segunda historiografia recente, a "capoeira  chegou  a  Imbituva  no  inicio dos anos de 1990, quando passou pela cidade Mestre Luiz Baiano, que ensinou a capoeira para Valdecir Borgo", o qual foi um difusor da arte marcial na comunidade imbituvense. Em paralelo com Borgo, professor Daniel, ativista do movimento negro, candomblecista e jogador da capoeira angola, também ajudou na divulgação da capoeira.
Desde o inicio da prática da capoeira em 1990, até os dias atuais, existiram cinco grupos  de  capoeira oficiais:  Vôo  Livre  (grupo  de  Mestre  Valdeci,  já  extinto),  Salve  Brasil (grupo  criado  pelo  próprio  professor  Valdeci,  tendo  professor  Daniel  como  Mestre,  que também  já  é  extinto),  Berimbau  de  Prata  (grupo  de  Mestre  Samuca,  que permanece  ativo  na  cidade  de  Curitiba,  tendo  como  liderança  o  Contramestre  Jesus), ACAPRAS (grupo  de  Mestre  Silveira)  e  Guerreiros  dos  Palmares  (grupo  de  Mestre  Pop, que  é  o  atual  grupo  de  capoeira  na  cidade).

## Transporte
O município de Imbituva é servido pelas seguintes rodovias:
- BR-373, que passa por seu território, que liga BR-376 (em Ponta Grossa) a BR-277 (via Prudentópolis).
- BR-153, a "Transbrasiliana", no seu trecho União da Vitória a Jacarezinho (ligando Santa Catarina a São Paulo)
- PR-522, ligando a cidade a BR-487 (em Ivaí).[8]